# Coalición Nacionalista (1989)
Coalición Nacionalista fue el nombre que adoptó una coalición electoral formada para presentarse a las Elecciones al Parlamento Europeo de 1989 en España. Sus integrantes eran cuatro partidos de ámbito regional y carácter regionalista o nacionalista periférico: el Partido Nacionalista Vasco (PNV), Coalición Galega (CG), las Agrupaciones Independientes de Canarias (AIC) y el Partido Autonómico Nacionalista de Castilla y León (PANCAL).
Los cuatro primeros lugares de la lista fueron ocupados por Jon Gangoiti (PNV), Isidoro Sánchez (AIC), José Domingo Posada (CG) y Francisco José Alonso (PANCAL).
La coalición obtuvo 303.038 votos en toda España (1,91%), siendo la séptima fuerza política y obteniendo un eurodiputado. La coalición obtuvo sus mejores resultados en Canarias (57.932 votos, 11,15% en la comunidad autónoma), Galicia (28.556 votos, 3,05%), Navarra (2.410 votos, 1,05%) y el País Vasco (201.809 votos, 20,95%), sin sobrepasar el 1% en ninguna otra comunidad autónoma.
De acuerdo con los pactos de coalición, este mandato fue dividido en tres turnos. En el primero ocupó el escaño el cabeza de lista, Jon Gangoiti, del PNV (25 de julio de 1989 - 7 de julio de 1992). Gangoiti se integró en el grupo parlamentario del Partido Popular Europeo (PPE), tras seis meses como no adscrito, en protesta por la inclusión en él del Partido Popular español. A continuación dimitió y ocupó su puesto el representante de AIC, Isidoro Sánchez (8 de julio de 1992 - 14 de julio de 1993), permaneciendo inicialmente en el grupo del PPE y pasando posteriormente al Grupo Arcoiris. Finalmente lo hizo el de CG (15 de julio de 1993 - 18 de julio de 1994), que permaneció durante su mandato en el Grupo Arcoiris.